# Холандија на Светском првенству у атлетици у дворани 2018.
Холандија је учествовала на 17. Светском првенству у атлетици у дворани 2018. одржаном у Бирмингему од 1. до 4. марта седамнаести пут, односно учествовала је на свим првенствима до данас. Холандија је пријавила 8 такмичара (2 мушкарца и 6 жена) који су се такмичили у 7 дисциплина (2 мушке и 5 женских).,
На овом првенству Холандија је по броју освојених медаља делила 15 место са 3 освојене медаље (1 сребрна и 2 бронзане)..
У табели успешности према броју и пласману такмичара који су учествовали у финалним такмичењима (првих 8 такмичара) Холандија је са 5 учесника у финалу делила 8 место са 27 бодова.
| Плас. | Земља     | 1. место | 2. место | 3. место | 4. место | 5. место | 6. место | 7. место | 8. место | Бр. финал. | Бод. |
| ----- | --------- | -------- | -------- | -------- | -------- | -------- | -------- | -------- | -------- | ---------- | ---- |
| 8.    | Холандија | 0        | 1        | 2        | 0        | 2        | 0        | 0        | 0        | 5          | 27   |

## Учесници
| Мушкарци: - Кун Смет — 60 м препоне - Елко Синтниколас — Седмобој | Жене: - Јамиле Самуел — 60 м - Дафне Схиперс — 60 м - Мадиа Хафор — 400 м - Сифан Хасан — 1.500 м, 3.000 м - Надин Висер — 60 м препоне - Ефје Бонс — 60 м препоне |  |

## Освајачи медаља (3)

### Сребро (1)
- Сифан Хасан — 3.000 м

### Бронза (2)
- Сифан Хасан — 1.500 м
- Надин Висер — 60 м препоне

## Резултати

### Мушкарци
| Атлетичар | Дисциплина   | Лични рекорд | Квалификације  | Квалификације | Полуфинале  | Полуфинале | Финале               | Финале       | Детаљи |
| Атлетичар | Дисциплина   | Лични рекорд | Резултат       | Место         | Резултат    | Место      | Резултат             | Место        | Детаљи |
| --------- | ------------ | ------------ | -------------- | ------------- | ----------- | ---------- | -------------------- | ------------ | ------ |
| Кун Смет  | 60 м препоне | 7,65         | 7,69 (.685) КВ | 3, у гр. 1    | 7,69 (.687) | 5. у гр. 1 | Није се квалификовао | 16 / 37 (38) |        |

#### Седмобој
| Дисциплина   | Елко Синтниколас | Елко Синтниколас | Елко Синтниколас | Елко Синтниколас | Елко Синтниколас | Елко Синтниколас |
| Дисциплина   | Лич. рек.        | Рез.             | Бод.             | Плас.            | Укупно           | Плас.            |
| ------------ | ---------------- | ---------------- | ---------------- | ---------------- | ---------------- | ---------------- |
| 60 м         | 6,88             | 6,96             | 897              | 6.               | 987              | 6.               |
| Скок удаљ    | 7,65             | 7,15 ЛРС         | 850              | 9.               | 1.747            | 8.               |
| Бацање кугле | 14,86            | 14,09            | 734              | 9.               | 2.481            | 6.               |
| Скок увис    | 2,08             | 1,90 ЛРС         | 714              | 10.              | 3.195            | 10.              |
| 60 м препоне | 7,88             | 7,97 ЛРС         | 989              | 4.               | 4.184            | 7.               |
| Скок мотком  | 5,52             | 5,30             | 1.004            | 1.               | 5.188            | 6.               |
| 1.000 м      | 2:38,32          | 2:45,93 ЛРС      | 809              | 7.               | 5.997            | 5.               |
| Укупно       | 6.372 НР         |                  |                  |                  | 5.997 ЛРС        | 5 / 9 (12)       |

### Жене
| Атлетичарка   | Дисциплина   | Лични рекорд | Квалификације   | Квалификације | Полуфинале             | Полуфинале            | Финале                | Финале       | Детаљи |
| Атлетичарка   | Дисциплина   | Лични рекорд | Резултат        | Место         | Резултат               | Место                 | Резултат              | Место        | Детаљи |
| ------------- | ------------ | ------------ | --------------- | ------------- | ---------------------- | --------------------- | --------------------- | ------------ | ------ |
| Јамиле Самуел | 60 м         | 7,14         | 7,34 (.332)     | 4. у гр. 4    | Није се квалификовала  | Није се квалификовала | Није се квалификовала | 26 / 47      |        |
| Дафне Схиперс | 60 м         | 7,00 НР      | 7,19 (.190) КВ  | 1. у гр. 3    | 7,09 кв, ЛРС           | 4. у гр. 1            | 7,10                  | 5 / 47       |        |
| Мадиа Хафор   | 400 м        | 52,21        | 52,54 КВ        | 2. у гр. 2    | 53,14                  | 3. у гр. 2            | Није се квалификовала | 10 / 31 (34) |        |
| Сифан Хасан   | 1.500 м      | 4:00,46 НР   | 4:05,46 КВ, ЛРС | 1. у гр. 3    |                        |                       | 4:07,26               |              |        |
| Сифан Хасан   | 3.000 м      | 8:30,76 НР   |                 |               |                        |                       | 8:45,68 ЛРС           |              |        |
| Надин Висер   | 60 м препоне | 7,91         | 8,01 КВ         | 3. у гр. 3    | 7,83 (.828) КВ, НР, ЛР | 1. у гр. 3            | 7,84                  |              |        |
| Ефје Бонс     | 60 м препоне | 8,10         | 8,16 (.158) КВ  | 1. у гр. 3    | 8,24 (.239)            | 8. у гр. 2            | Није се квалификовала | 24 / 36 (37) |        |